# Anaklasis (Verslehre)
Anaklasis (altgriechisch ἀνάκλασις ‚Zurückbiegen‘) ist in der antiken Verslehre die punktuelle Vertauschung einer Länge und einer Kürze im quantitierenden Versmaß, bei der beispielsweise aus einem jambischen Metron (◡—ˌ◡—) am Anfang ein Trochäus entsteht (—◡ˌ◡—). In der metrischen Notation wird Anaklase
- als ◡◡ (Vertauschung bei Jambus),
- als ◡◡ (Vertauschung bei Trochäus),
- oder auch als ○○ bzw. ×× angezeigt.

Anaklasis kann in der antiken Metrik auch nicht an beliebiger Stelle, sondern nur an bestimmten Stellen in bestimmten Versmaßen auftreten, beispielsweise im (brachykatalektischen) ionischen Quaternar a maiore. Statt der regelmäßigen Form
——◡◡ˌ——◡◡ˌ——◡◡ˌ——
entsteht durch eine Anaklase im dritten Metrum:
——◡◡ˌ——◡◡ˌ—◡—◡ˌ——.
Das Vorkommen von Anaklasis ist aufgrund ihrer Natur als regelmäßige Unregelmäßigkeit in diesen und anderen Versmaßen (e.g. jambischer Trimeter, Choliambus) in der Wissenschaft umstritten.
Bei Sprachen mit akzentuierendem Versprinzip entspricht der Anaklasis die versetzte Betonung, wobei an einer Stelle mit vom Metrum geforderter Betonung eine nicht betonungsfähige Silbe erscheint. Beispiel:
„Abgesetzt wurd ich. Eure Gnaden weiß.“
Hier erfordert der Blankvers eine Hebung auf der zweiten Silbe (-ge-), die aber nicht betonungsfähig ist.
Zu unterscheiden ist die versetzte Betonung von der Tonbeugung, bei der an einer Stelle mit vom Metrum geforderten Betonung eine der natürlichen Betonung nach unbetonte, aber betonungsfähige Silbe erscheint. Beispiel:
„Fühl ich mein Herz noch jenem Wahn geneigt?“
Hier erfordert das Metrum wieder Betonung der zweiten Silbe (Fühl i̱ch) entgegen der natürlichen Betonung (Fü̱hl ich). Das Wort „ich“ ist aber betonungsfähig, daher kann dann bei der Rezitation durch angleichende, sogenannte schwebende Betonung ausgeglichen werden.